# Co Adriaanse
Pour les articles homonymes, voir Adriaanse.
Jacobus « Co » Adriaanse (Amsterdam, 21 juillet 1947) est un entraîneur et ancien footballeur néerlandais. Il a entre autres joué au Volewijckers et au FC Utrecht. En tant qu'entraîneur, il a obtenu la demi-finale de la Coupe de l'UEFA avec l'AZ Alkmaar et a été champion du Portugal avec le FC Porto. 

## Carrière

### Joueur
En tant qu'amateur, il a joué dans des clubs comme HRVC Adriaanse (Amsterdam), OSV et DRC (Amsterdam). En tant que pro, il a joué de 1964 jusqu'en 1970 au Volewijckers et jusqu'en 1976 au FC Utrecht. Pour ce dernier club, il a joué 176 matchs.

### Entraîneur
Adriaanse fut l'entraîneur à partir de 1979 de Zilvermeeuwen (amateurs), PEC Zwolle, La Haye (licencié le 12 février 1992), Willem II Tilburg. Le 8 mai 2000, il fut nommé entraîneur de l'Ajax d'Amsterdam (licencié le 29 novembre 2001). Entre 1992 et 1997 Adriaanse fut directeur de la formation des jeunes de l'Ajax.
Après des critiques intenses, Adriaanse dû abandonner fin novembre 2001 le terrain malgré la position de leader de l'Ajax dans l'Eredivisie. Il prit alors en main l'AZ Alkmaar.
En 2004, après une cinquième position et pour la première fois depuis l'obtention de la Coupe de l'UEFA depuis les années 80 glorieuses de l'AZ, le club d'Alkmaar fini 3e de l'Eredivise (champion d'hiver). La même année il a atteint la demi-finale de la Coupe de l'UEFA dans laquelle son équipe a été éliminé par le Sporting Portugal. Après cette bonne année, Adriaanse obtient un emploi auprès du club de Porto.
Le 22 avril 2006, au cours de la 32e journée du championnat du Portugal de football, le FC Porto fut sacré champion du Portugal. Un petit mois plus tard, le 14 mai 2006 Adriaanse remporta la Coupe du Portugal de football. Le FC Porto remporta le prix de meilleur défense d'Europe et Adriaanse a été proclamé meilleur entraîneur du Portugal de la saison 2005/2006.
Le 9 août 2006, le club portugais le licencia à la suite d'une rupture de confiance entre le club et le staff technique. Adriaanse n'a pas reçu en outre toutes primes de la saison précédente et a critiqué le président de Porto après le tournoi d'Amsterdam.
Le 6 décembre 2006, il devint le nouveau coach du club ukrainien du Metalurg Donetsk. Il quitta le club le jeudi 17 mai 2007. Le 27 août 2007, il signa pour un an en tant qu'entraîneur du club qatari de Al Sadd Doha.

## Parcours de joueur
- 1964-1970 :  Volaillers
- 1970-1976 :  FC Utrecht

## Parcours d'entraineur
- 1988-fév. 1992 :  ADO La Haye
- 1997-2000 :  Willem II Tilburg
- 2000-nov. 2001 :  Ajax Amsterdam
- nov. 2002-2005 :  AZ Alkmaar
- 2005-2006 :  FC Porto
- déc. 2006-2007 :  Metalurg Donetsk
- 2007-jan. 2008 :  Al Sadd Doha
- mars 2008-avr. 2009 :  Red Bull Salzbourg
- 2011-déc. 2011 :  FC Twente

## Palmarès
- Deuxième division néerlandaise: 1986 (PEC Zwolle), 1989 (FC Den Haag)
- Entraîneur de l'année aux Pays-Pas: 2004 (AZ)
- Champion du Portugal : 2006 (FC Porto)
- Coupe du Portugal: 2006 (FC Porto)
- Entraîneur de l'année au Portugal: 2006 (FC Porto)